# Necydalis major
Necidalis major или големи стршљенац је инсект из реда тврдокрилаца (Coleoptera) и фамилије стрижибуба (Cerambycidae). Припада подфамилији Necydalinae.

## Распрострањење и станиште
Врста је распрострањена на подручју Европе и на Кавказу. Насељава старе и добро очуване листопадне шуме.

## Опис
Ова стрижибуба је дугачка 19—32 mm. Глава и пронотум су црни. Покрилца (елитрони) су врло кратка, црвенкастосмеђа. Абдомен претежно црн. Задње тибије су углавном једнообразно жуте.

## Биологија
Комплетан циклус развића траје око 3 године. Ларве ове врсте се развијају у мртвим стаблима и дебелим гранама различитих врста листопадног дрвећа (топола, врба, бреза, јова, храст, граб, итд.). Адулти се могу срести од априла до августа на биљци домаћину а понекад и на цвећу.